# Pseudopezicula tetraspora
Pseudopezicula tetraspora är en svampart som beskrevs av Korf, R.C. Pearson & W.Y. Zhuang 1986. Pseudopezicula tetraspora ingår i släktet Pseudopezicula och familjen Helotiaceae.   Inga underarter finns listade i Catalogue of Life.